# August Thum
August Thum (* 16. Juli 1881 in Marktoffingen; † 6. Januar 1957 in Zollikon) war ein deutscher Ingenieur, dessen Forschung und Lehre der Werkstoffkunde galt, die er bewusst auf die Erfordernisse der Konstruktion ausrichtete.

## Leben und Wirken
August Thum wurde 1881 in Marktoffingen bei Nördlingen als Sohn des Landwirts Sebastian Thum und seiner Ehefrau Kreszenzia Meyer geboren. Nach dem Abitur, das er auf einem Augsburger Gymnasium erwarb, studierte er in München. Er schloss im Jahr 1904 sein Studium der Elektrotechnik an der Technischen Hochschule München als Diplom-Ingenieur ab. Nach einer kurzen Industrietätigkeit bei den Siemens-Schuckertwerken in Berlin wechselte Thum 1905 als Assistent an die Universität Zürich. Dort wurde er 1906 von der Mathematisch-Naturwissenschaftlichen Fakultät promoviert. Der Titel seiner Dissertation lautete: „Untersuchungen über die Abhängigkeit der spezifischen Wärme des Natriums und Lithiums von der Temperatur und Bestimmung des Wärmeausdehnungskoeffizienten, des Schmelzpunktes und der latenten Schmelzwärme des Lithiums“. Nach der Promotion nahm er noch 1906 eine berufliche Tätigkeit bei Brown, Boveri & Cie. auf. Er war dort als Berechnungsingenieur in Baden (Schweiz) tätig und wurde 1910 zum stellvertretenden Abteilungsleiter befördert. 1915 leistete er Kriegsdienst in einem Infanterieregiment und wurde im selben Jahr verwundet. Danach erfolgte sein Wechsel in das Mannheimer BBC-Werk. Von 1918 bis 1927 war Thum Vorstand der Versuchsanstalt des Unternehmens BBC. Vom 1. April 1925 bis 31. März 1927 war er Leiter der Materialprüfungsanstalt in Mannheim. 
Am 1. April 1927 wechselte Thum auf den ersten deutschen Lehrstuhl für Werkstoffkunde an der TH Darmstadt und wurde in der Nachfolge von Otto Berndt Leiter der Staatlichen Materialprüfungsanstalt (MPA) in Darmstadt.
Nachdem der Darmstädter Professor Georg Wilhelm Köhler in Darmstadt an den Folgen einer Operation gestorben war, wurde Thum zudem zum neuen staatlichen Prüfungskommissar des Polytechnikums Friedberg ernannt. Noch bis zum Ende des Jahres 1938 nahm Thum diese Funktion des Prüfungskommissars wahr.
Bereits 1930 wurde ihm das Amt des Dekans der Abteilung Maschinenbau, Papier- und Gasingenieurwesen für zwei Jahre übertragen. Vom 23. Oktober 1932 bis zum 24. November 1933 amtierte er als Rektor der TH Darmstadt. Seine Amtszeit war durch teils heftige Auseinandersetzungen zwischen verschiedenen Gruppen infolge der Machtübernahme der NSDAP im Volksstaat Hessen geprägt. Thum agierte dabei glücklos und konnte auch nicht verhindern, dass erstmals die Funktion eines Kanzlers als Gegengewicht zum Rektor eingerichtet wurde. Ebenso fallen in seine Rektoratszeit die ersten Säuberungen des Lehrkörpers an der TH Darmstadt. Noch 1933 wurde August Thum Obmann des Nationalsozialistischen Lehrerbunds (NSLB) an der TH Darmstadt. Im Jahr 1934 trat er in die NSDAP ein. Seine Mitgliedschaft wurde aufgrund der Mitgliedersperre auf 1933 vordatiert. Zudem war er Mitglied des Nationalsozialistischen Deutschen Dozentenbundes (NSDDB) und gehörte neben Karl Lieser, Friedrich List und Hugo Stintzing zu den wichtigen Stützen des NS-Regimes an der TH Darmstadt und Vertrauter von Gauleiter Jakob Sprenger.
Am 24. November 1933 erfolgte die Wahl Thums zum Vorsitzenden der Ernst-Ludwig-Hochschulgesellschaft – Vereinigung von Freunden der Technischen Hochschule Darmstadt. Er trat damit die Nachfolge von Hans Rau an. Dieses Ehrenamt hatte Thum bis zum Jahr 1948 inne.
In der Zeit von 1941 bis 1944/45 war August Thum neben zahlreichen anderen Darmstädter Professoren mit Aufgaben der Heeresversuchsanstalt Peenemünde beschäftigt.
August Thum hat in seiner Darmstädter Zeit eine äußerst produktive Lehr- und Forschungskonzeption entwickelt. In der Zeit von 1927 bis 1944/45 entstanden unter seiner Leitung über 500 Veröffentlichungen, 56 Dissertationen und eine Habilitation. Die schweren Luftangriffe vom 11. auf den 12. September 1944 richteten in der im "Westflügel" des Hauptgebäudes befindlichen MPA erhebliche Schäden an. Die Anlagen der MPA wurden nahezu vollständig zerstört.
Beim Einmarsch der Amerikaner in Darmstadt am 25. März 1945 hielt sich Thum in der Schweiz auf. Ende Oktober 1945 wurde er aus „politischen Gründen“ aus dem Staatsdienst entlassen. Trotz zahlreicher Aufforderungen seiner Kollegen, kehrte er erst 1948 an die TH Darmstadt zurück. Aus gesundheitlichen Gründen beteiligte sich August Thum am Wiederaufbau des Lehrstuhls und der MPA nach dem Zweiten Weltkrieg jedoch nicht mehr aktiv. 1950 wurde Thum emeritiert. Er verstarb im Januar 1957 im schweizerischen Zollikon. Er war Mitglied (Mitgliedsnummer 532036) des Vereins Deutscher Ingenieure (VDI).

## Ehrungen
- 1944: Grashof-Denkmünze des VDI[2]
- 1954: Dr.-Ing. E. h. der TH Stuttgart